# Element irreductible
En matemàtica, un element no invertible d'un anell íntegre es diu que és un element irreductible si no és producte de dos elements no invertibles. Equivalentment, un element x no invertible és irreductible si no és zero i tot divisor d de x és associat a 1 o a x.
Tot element primer és irreductible. Si l'anell és factorial també podem dir que tot element irreductible és primer, però per a un anell íntegre qualsevol les dues nocions no tenen per què coincidir.